# Bibliothèque universitaire Svetozar Marković
La bibliothèque universitaire Svetozar Marković (en serbe cyrillique : Универзитетска библиотека Светозар Марковић ; en serbe latin : Univerzitetska biblioteka Svetozar Marković) est la bibliothèque centrale de l'université de Belgrade. Située Bulevar kralja Aleksandra (le « boulevard du roi Alexandre »), au centre de la capitale de la Serbie, elle doit son nom à Svetozar Marković, un socialiste serbe du XIXe siècle. En raison de sa valeur architecturale, le bâtiment qui l'abrite est inscrit sur la liste des monuments culturels protégés de la république de Serbie et sur celle des biens culturels de la ville de Belgrade,.

## Histoire
La bibliothèque universitaire a été créée en 1921, succédant à la bibliothèque de la Haute école de Belgrade établie en 1844. C'est une bibliothèque Carnegie, construite avec les moyens financiers donnés par l'homme d'affaires et philanthrope Andrew Carnegie à la ville de Belgrade après la Première Guerre mondiale. Belgrade a été l'une des trois villes affligées par la guerre à être dotée d'une bibliothèque Carnegie, avec Reims et Louvain. Cette bibliothèque universitaire est la seule bibliothèque Carnegie en Europe centrale et orientale.

## Architecture

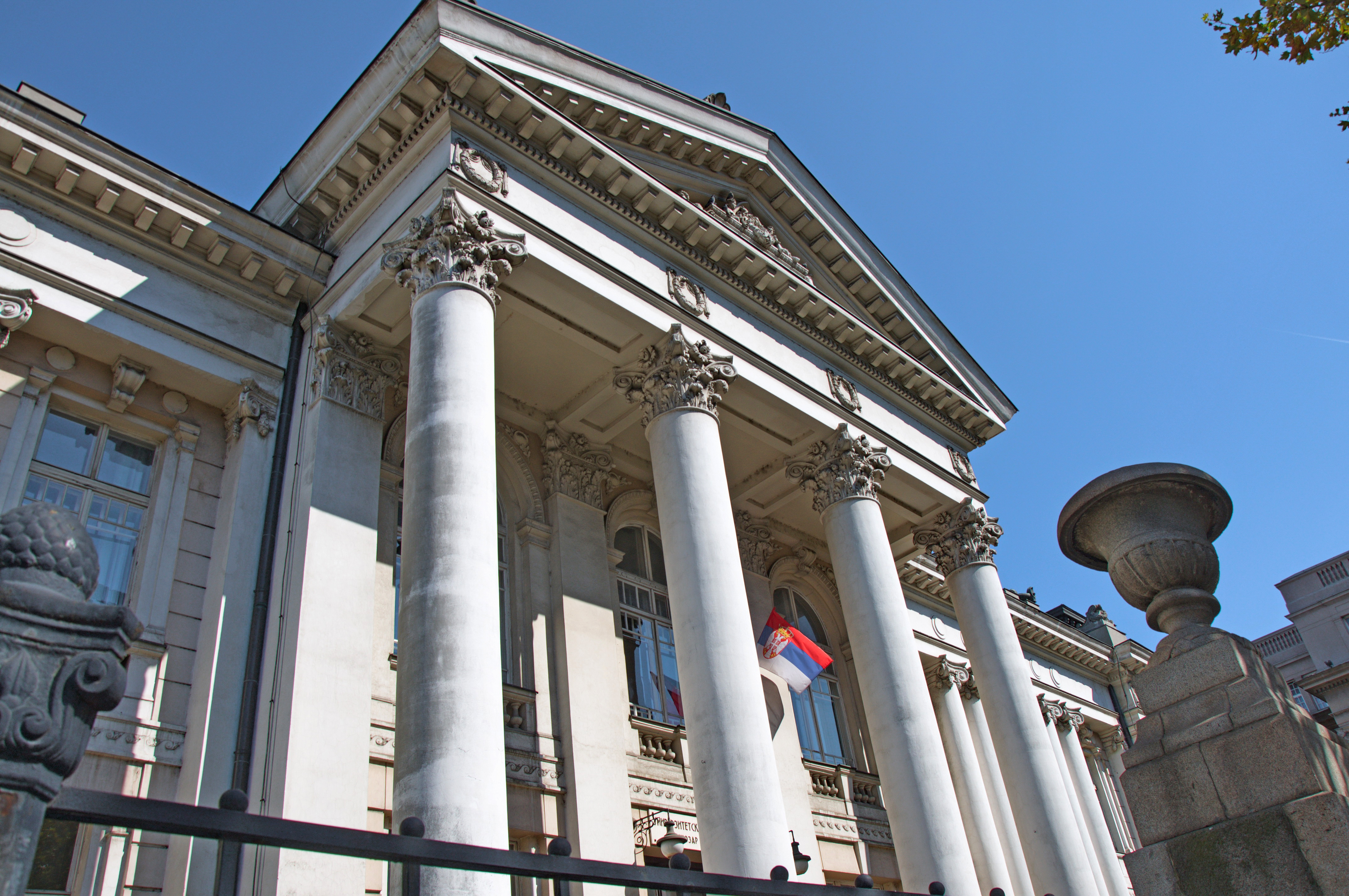
Le porche de la bibliothèque

Le bâtiment actuel abrite la bibliothèque depuis 1926. Il a été construit selon les plans des architectes Dragutin Đorđević (1866-1933) et Nikola Nestorović (1858-1957) et est caractéristique de l'architecture académique de l'entre-deux-guerres dans la capitale serbe. Le porche central de la façade principale, d'allure monumentale, est orné de quatre colonnes de style corinthien et est surmonté d'un fronton triangulaire avec des acrotères symétriques. La décoration du fronton et des ouvertures, constituée de pierre artificielle, est due au sculpteur Aca Stojanović.
Dans le vestibule a été installé un buste d'Andrew Carnegie, offert par la fondation du philanthrope.

## Fonds
Avec 1,5 million de références, la bibliothèque universitaire Svetozar Marković est la plus grande bibliothèque universitaire du pays. Elle est la bibliothèque centrale de l'université de Belgrade mais sert également de base de toutes les autres bibliothèques de l'enseignement supérieur serbe. Les universités, les instituts de recherche et d'autres groupes peuvent en devenir membres sur demande. La bibliothèque est bien connue comme une bibliothèque nationale en raison de sa vaste collection serbe mais elle comprend également un large éventail de collections internationales savantes.

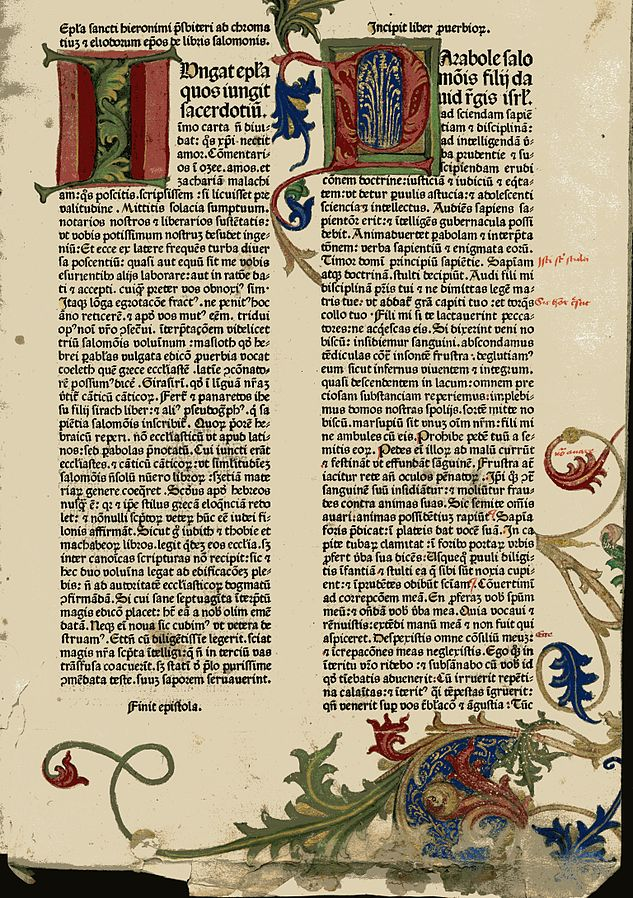
Manuscrit ancien dans la bibliothèque